# O Ses Türkiye
O Ses Türkiye est une émission de télévision de télé-crochet, version turque du concept The Voice inauguré par l'émission néerlandaise The Voice of Holland.

## Liste des coachs par Saison

### Saison 9 - actuelle
Hadise Açıkgöz (1-)
Murat Boz (1-3,5-)
Beyazıt Öztürk (8-)
Seda Sayan (8-)

### Précédent
Mustafa Sandal (1-2)
Hülya Avşar (1-2)
Mazhar Alanson (duo : 4)
Özkan Uğur (duo : 4)
Ebru Gündeş (3-5)
Sibel Can (6)
Hakan Özoğuz (duo : 5-6)
Yıldız Tilbe (7)
Gökhan Özoğuz (solo : 3-4,7; duo : 5-6)

## Saison 1 (2011-2012)
La première saison de O Ses Türkiye a été diffusée du 10 octobre 2011 au 19 février 2012 sur Show TV. Elle a été présentée par Acun Ilıcalı et les quatre coachs étaient Mustafa Sandal, Hülya Avşar, Hadise et Murat Boz. Le vainqueur est Oğuz Berkay Fidan, coaché par Murat Boz.

## Saison 2 (2012-2013)
La deuxième saison de O Ses Türkiye a débuté 1er octobre 2012 sur une nouvelle chaîne, Star TV, mais avec le même présentateur et les mêmes coachs.